# Data.gov

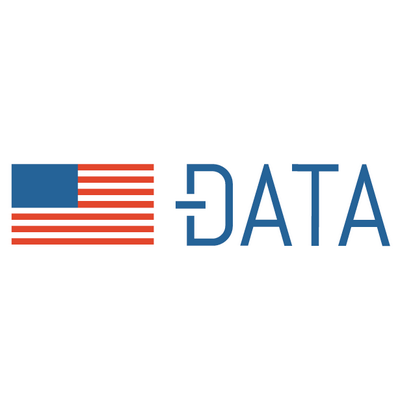
Logo de Data.gov

Data.gov est le portail open data du gouvernement fédéral américain. Le site a été lancé en mai 2009 par le directeur fédéral des systèmes d'information Vivek Kundra.
En réponse à la suppression de ressources en ligne par le gouvernement des États-Unis ordonnée par Donald Trump, la bibliothèque de la faculté de droit de Harvard héberge les archives de Data.gov,,.